# James Noyes
Pour les articles homonymes, voir Noyes.
James Noyes (né en 1608 dans le Wiltshire, en Angleterre et mort le 22 octobre 1656 à Newbury, dans la Colonie de la baie du Massachusetts) est un pasteur anglais qui a émigré au Massachusetts. Il est l'un des fondateurs de Newbury, dans le Massachusetts.

## Biographie

Armoiries de Jacques Noyes

James Noyes est le cinquième fils du révérend William Noyes de Cholderton, Wiltshire, et de son épouse Anne et est né à Cholderton en 1608. Il est le cousin, du côté maternel, de Thomas Parker (1595-1677), dont l'éducation est confiée à William Noyes lorsque son père Robert Parker s'enfuit en exil aux Pays-Bas en 1607. Éduqué sous la direction de son père et recevant beaucoup d'instructions de Parker, il entre au Brasenose College d'Oxford en 1627, mais n'obtient pas de diplôme. Après avoir étudié à Dublin, Oxford et Leyde, Parker retourne enseigner à Newbury dans le Berkshire, où il est assistant prédicateur de William Twisse. En 1633, James épouse Sarah, fille aînée de Joseph Brown de Southampton et de sa femme Sarah Hibbert et en mars 1634, Parker et Noyes, avec son frère Nicholas Noyes et son neveu John Woodbridge et leurs familles, émigrent vers Nouvelle-Angleterre. Ils naviguent à bord du Mary and John of London, accompagnés de l' Hercules : le navire est retenu dans la Tamise où tous les passagers signent le serment d'allégeance au roi et à l'Église avant d'être autorisés à quitter Londres.
Pendant le voyage, Parker et Noyes prêchent ou expliquent chaque jour, l'un le matin et l'autre l'après-midi, et sont « abondants en prière ». Arrivés en mai 1634, ils touchent terre à Nantaskut dans la colonie de la baie du Massachusetts. Thomas Parker se rend avec une centaine d'autres personnes à la nouvelle plantation d'Agawam (Ipswich, Massachusetts) où, en tant qu'enseignant, il assiste le pasteur Nathaniel Ward. James Noyes sert d'abord à Medford, la colonie située sur la rive nord de la rivière Mystic, aménagée pour Matthew Cradock. Parker et sa compagnie restent à Agawam pendant l'hiver et, au printemps suivant, demandent au Tribunal général l'autorisation de s'installer sur la rivière Quascacunquen (maintenant appelée rivière Parker). Cela est accordé en mai 1635, quelques semaines seulement avant la révocation de la Grande Charte de la Nouvelle-Angleterre (Conseil de Plymouth), et la colonisation de Newbury, Massachusetts se poursuit. Une église (la dixième de la colonie) étant fondée, Thomas Parker devient leur pasteur, et James Noyes, bien que également invité à un ministère à Watertown, préfère rejoindre son ami à Newbury comme enseignant. Noyes et Parker préparent les étudiants à Harvard, refusant toute rémunération pour leurs services : douze ou quatorze élèves à la fois suivent leurs cours à la James Noyes House, où vivent les deux hommes.

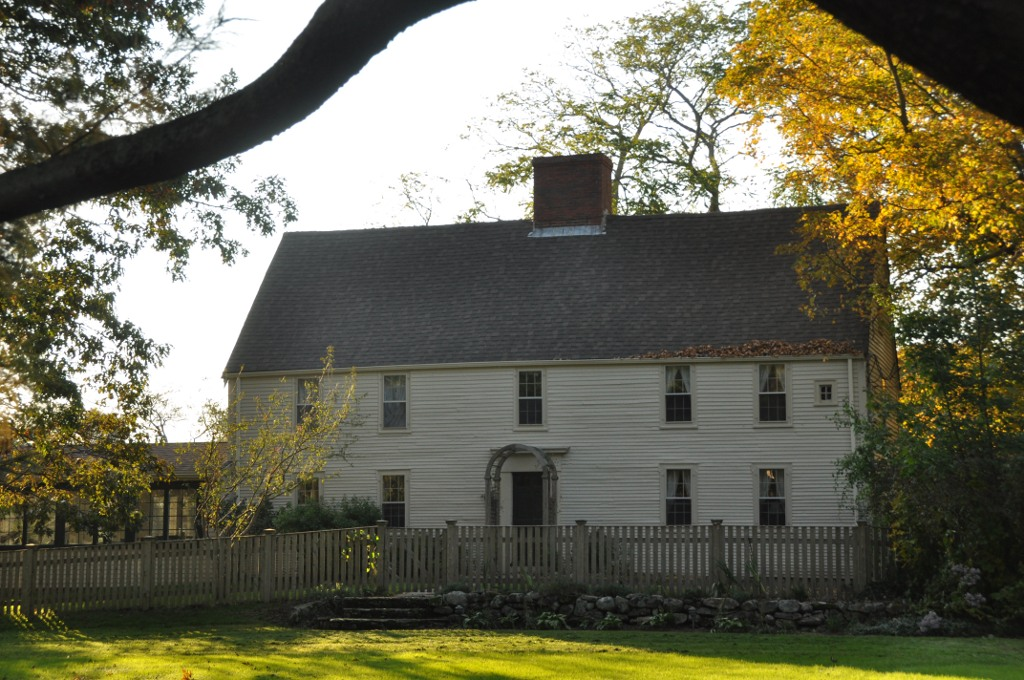
La maison à Newbury, Massachusetts, où résidaient Thomas Parker et James Noyes

La maison James Noyes, construite vers. 1646, est une maison historique de première période située au 7 Parker Street à Newbury, Massachusetts.

## Écrits
- LThe Temple Measured: or, a brief survey of the temple mystical, which is the instituted church of Christ (Pour Edmund Paxton, Londres 1647)[13].
- A Short Catechism composed by Mr James Noyes, Late Teacher of the Church of Christ in Newbury, For the use of the Children there (imprimé par Samuel Green et Marmaduke Johnson, Cambridge 1661)[14].
- Moses and Aaron, or the Rights of Church and State (Par TR pour Emund Paxton, Londres 1661)[15].

## Yale
Son fils, le révérend James Noyes II de Stonington, Connecticut, est l'un des premiers administrateurs du Yale College, un groupe de dix ministres congrégationalistes, maintenant connus sous le nom de « les fondateurs ». Leurs noms gravés bordent la façade du Woodbridge Hall de l'Université Yale. Le bâtiment porte le nom de Timothy Woodbridge, cousin du révérend James Noyes II et l'un des dix autres ministres fondateurs du collège.

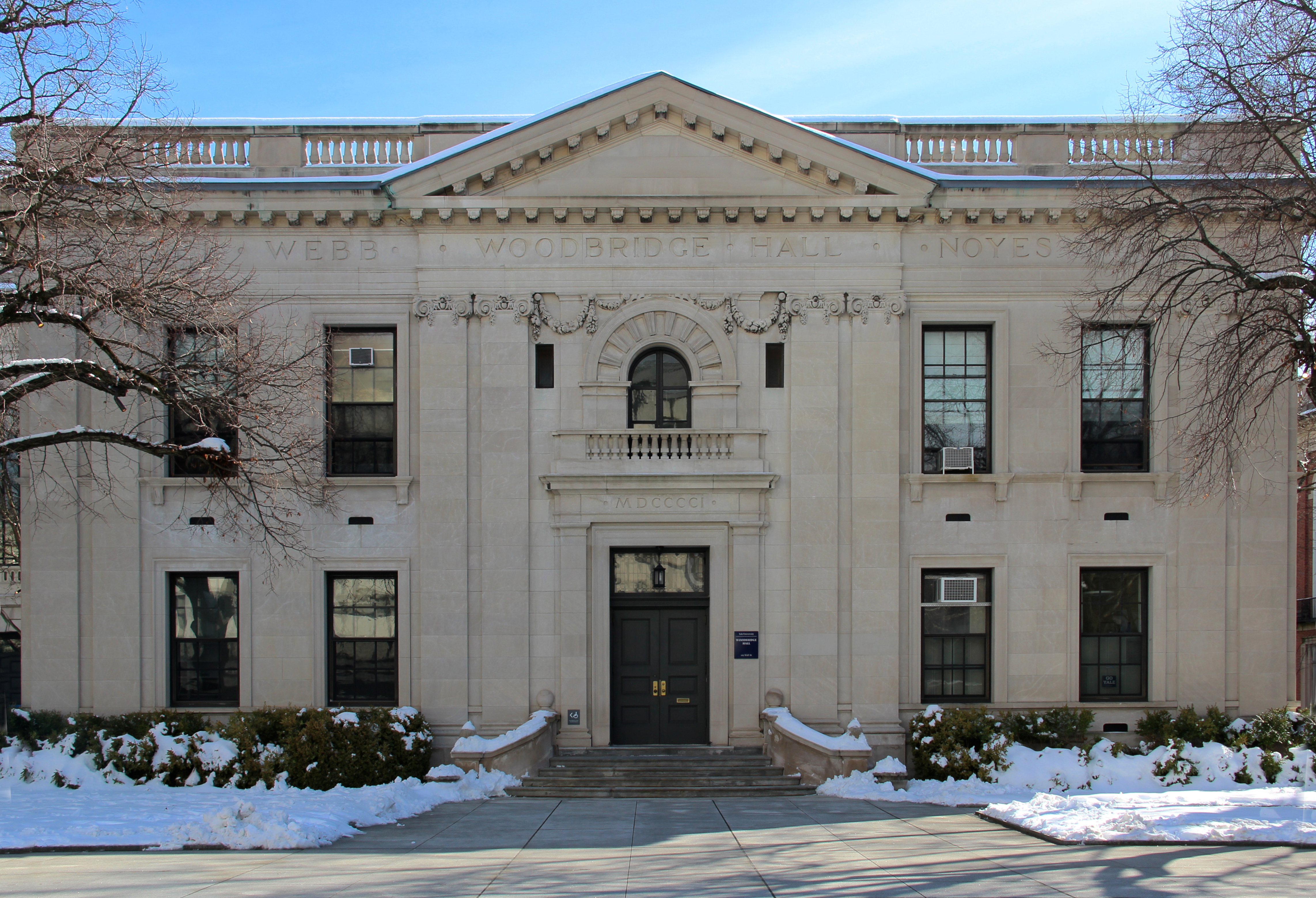
Woodbridge Hall

## Famille
Son fils James Noyes II (né le 11 mars 1640 à Newbury – 30 décembre 1719 à Stonington, Connecticut) est également ecclésiastique et fonde le Yale College. Il est diplômé de Harvard en 1659, commence à prêcher en 1664 et est pasteur de l'église de Stonington, Connecticut de 1674 jusqu'à sa mort.
Les premiers descendants de Noyes sont souvent des ministres et des enseignants, intervenant dans des évènements, le procès des sorcières de Salem (le neveu de James, Nicholas Noyes) et la fondation du Yale College.
Le 14 novembre 1692, lors du procès des sorcières de Salem, Mary Herrick, 17 ans, accuse la fille de Noyes, Sarah Noyes Hale (épouse de John Hale), et le fantôme de Mary Eastey exécutée de l'avoir affligée, mais elle n'a jamais été officiellement inculpée de sorcellerie ou arrêtée.
Le révérend James Noyes Ier est également l'ancêtre de John Humphrey Noyes, leader du mouvement perfectionniste et fondateur de la Communauté d'Oneida.
La fille du révérend James Noyes, Sarah Noyes, est l'arrière-grand-mère du héros américain Nathan Hale.